# Hiệp sĩ vượt thời gian
Hiệp sĩ vượt thời gian (tựa Tiếng Anh: Thunderstone) là một bộ phim truyền hình của Úc sản xuất năm 1999 bởi nhà sản xuất Jonathan M. Shiff kể về thế giới hậu tận thế khi Trái Đất bị một sao chổi đâm phải. Nhân vật chính Noah được thể hiện bởi Jeffrey Walker (cũng được biết đến trong phim Cô gái đại dương, The Wayne Manifesto và Mirror, Mirror). Các diễn viên khác là Gerard Kennedy, Christopher Elliott, Emily Browning và Daniel Daperis.
Bộ phim được phát sóng lần đầu tiên trên Network Ten. Cả phần một và hai cũng được chiếu trên ABC Kids.

## Cốt truyện
Nhân vật chính Noah Daniels, gia đình anh và những người sống sót khác sinh sống ở một thuộc địa ngầm được gọi là Phương Bắc Băng Giá (North Col) vào năm 2020. Con người không thể sinh sống trên bề mặt, bởi vì cái lạnh cùng cực và bão tuyết không ngừng.
Tác động của sao chổi đã hủy diệt tất cả động vật, nên để cho trẻ em có thể hiểu về các loài đã từng tồn tại, người ta dạy cho chúng bằng phương pháp giả lập thị giác. Noah bị quyến rũ bởi các loài động vật và thậm chí còn hơn thế sau khi bị một con cọp ảo rượt đuổi, anh ta không thể ngăn được sự tò mò. Anh ta bí mật trở lại phòng giả lập thị giác để khám phá thế giới loài vật một mình. Nhưng khi anh ta bị phát hiện bởi các cảnh sát ảo, họ đã gặp tương tác với máy tính làm dịch chuyển Noah xuyên thời gian.
Sau đó, anh ta xuất hiện ở Haven, một nơi có một nhóm trẻ em được gọi là nhóm Du Mục (Nomads) cố gắng thoát khỏi nanh vuốt xấu xa của Tao, kẻ muốn chiếm hữu tất cả khoáng sản màu xanh quý giá gọi là Lôi Thạch (Thunderstone) ẩn chứa nguồn năng lượng mạnh mẽ.
Phần đầu tiên xoay quanh việc Noah và thủ lĩnh của nhóm Du Mục Arushka (Mereoni Vuki) du hành xuyên thời gian, cố gắng đưa các loài vật đến Haven.

## Lôi Thạch là gì?
Lôi Thạch là tên một hợp chất được đưa đến Trái Đất bởi sao chổi Nemesis. Nó chứa năng lượng và sức mạnh, có thể sử dụng cho bất cứ việc gì với vai trò một loại nhiên liệu. Nó phản ứng dữ dội khi tương tác với chính nó, làm cho nó bị phân rã nếu có bị tác động đủ lớn. Khi được uống dưới dạng dung dịch, nó kéo dài tuổi thọ cho người uống. Toàn bộ bộ phim xoay quanh các tính chất hoá học độc đáo này.

## Lịch sử các phần

### Phần 1
Phần 1 xoay quanh cuộc phiêu lưu của Noah ở Haven. Anh ta mang nhiều loài vật từ quá khứ đến Haven và du hành đến nhiều thời điểm như Phương Bắc Băng Giá, Haven, hay thời điểm trước khi sao Nemesis đâm vào Trái Đất, anh đã đánh động đến ban Tam Hùng (Triumvirate) ở Phương Bắc Băng Giá và Chúa Tể Bóng Tối (Shadow Master) ở Haven. Đây là nguyên nhân dẫn đến một chuỗi các sự kiện tiết lộ thân phân thực sự của Chúa Tể Bóng Tối, và mục tiêu của ông ta là thu thập đủ Lôi Thạch để trở nên bất tử. Noah và các bạn lên kế hoạch hủy diệt nhân Sao chổi Nemesis Comet mà gần đây đã được tìm thấy bởi Chúa Tể Bóng Tối. Họ phá hủy nó bằng cách cho nó nổ cùng bằng cách đốt cháy một lượng lớn muối cùng với nó. Chúa Tể Bóng Tối chết cùng với nhân sao chổi. Bản chất thực sự của Tao được tiết lộ còn các tay sai của hắn thì chạy trốn.
Phần này cũng được phát hành trên bộ 3 DVD bởi Hãng Giải trí Umbrella vào 28 tháng 1 năm 2008.

### Phần 2
Khi Chúa Tế Bóng Tối và thuộc hạ bị đánh bại, Noah quay về Phương Bắc Băng Giá những anh vẫn nhớ đến Haven và đã quay trở lại đó. Khi Noal đến Haven, anh ta nhận ra mình đã mắc kẹt tại đó vì không còn Lôi Thạch cung cấp năng lượng nữa, hay ít nhất là gần như vậy. Trong phần này, câu chuyện xoay quanh việc tìm ra một khối Lôi Thạch lập phương khổng lồ, và Noah biết về những kẻ vượt ngục từ tương lai, Mayah và anh em của cô ta, những kẻ đã giấu khối Lôi Thạch dưới hồ. Sau khi lấy được nó, Noah nhận ra rằng anh cần phải quay về quá khứ và dùng nó để hủy diệt hoàn toàn sao chổi Nemesis trước khi nó đâm vào Trái Đất. Phần này kết thúc với việc Noah dùng năng lượng của nó để tiêu hủy sao chổi, vì thế nên trớ trêu thay, tất cả những gì xảy ra trong phần 1 không còn nữa, theo lời của anh: "Chúng không xảy ra trong chiều không gian này". Cũng vì thế mà Mayah và anh em cô ta bị xoá sổ khỏi dòng thời gian, và Trái Đất có một tương lai tươi sáng hơn. Các mảnh vở của sao chổi tạo thành một vành đai quay quanh Trái Đất, dẫn đến các sự kiện trong phần 3.

### Phần 3
Noah được công nhận là thần đồng, phần này bắt đầu với việc thử nghiệm thiết kế hố giun mà anh tìm ra. Chúng cho phép con người tiết lập thuộc địa trên không gian. Những người đến từ tương lai muốn ám sát Noah khi anh ta còn trẻ, bởi vì họ cho rằng Noal trong tương lai đã giết bố mẹ họ. Phần này diễn biến với việc Noah cố gắng tìm ra sự thực chuyện gì đã xảy ra và thiết lập hoà bình cho mọi người.